# Rap opera
Le rap opera, ou hip hopera, est un genre de morceau musical hip-hop avec une forme d'opéra. Le terme a été utilisé pour décrire à la fois le théâtre dramatique et l'album-concept, et le hip hopera a également été utilisé pour le RnB contemporain.

## Étymologie
Le terme de « hip hopera » est un mot-valise de hip-hop et opéra. L'expression a été précocement utilisée dans un album sorti en1994 du même nom par Volume 10 (mais pas en tant qu'album concept). La première production à utiliser ce terme était un téléfilm de 2001 sur MTV, intitulé Carmen: A Hip Hopera, réalisé par Robert Townsend et mettant en vedette Beyoncé Knowles et Mekhi Phifer.
Le mot a connu un emploi croissant après 2005, après la description du chanteur RnB R. Kelly dans la série Trapped in the Closet.

## Exemples
- Graffiti Blues (1992), comédie musicale de rap connue pour être la première produite[3],[4]
- A Prince Among Thieves, un album concept de 1999 de Prince Paul, racontant l'histoire d'un jeune rappeur luttant pour une pause
- Deltron 3030, un album concept science fiction de 2000
- Carmen: A Hip Hopera, un film de 2001 basé sur Carmen
- Trapped in the Closet (2005–2012), une série de chansons et vidéos de R. Kelly racontant une série d'événements à la suite d'un coup d'un soir
- Deux des musiques de Lin-Manuel Miranda, In the Heights (2007) et Hamilton (2015), ont été caractérisés comme étant du rap-opéra.
- Xипхопера: Орфей & Эвридика (Hip-Hopéra: Orphée & Eurydice) du rappeur russe Noize MC (Ivan Aleksandrovich Alekseyev), album paru en 2018. Il a également été présenté devant public sous forme d'hip-hopera. La pièce est d'ailleurs offerte en visionnement libre sur internet par l'artiste lui-même.